# Skateboarding na Letnich Igrzyskach Olimpijskich 2024 – park kobiet
Konkurs skateboardingu w parku kobiet podczas XXXIII Letnich Igrzysk Olimpijskich w Paryżu odbył się w dniu 6 sierpnia 2024. Do rywalizacji przystąpiło 22 sportowców z 13 krajów. Mistrzynią olimpijską została Australijka Arisa Trew, wicemistrzynią Japonka Kokona Hiraki, a brąz zdobyła Brytyjka Sky Brown.
Arena zawodów znajdowała się na paryskim placu Zgody.

## System rozgrywek
Zawody były rozgrywane w dwóch rundach (półfinałowej i finałowej). Półfinały odbyły się w czterech grupach. Do finału awansowało 8 najlepszych zawodników ze wszystkich grup.
W każdej rundzie zawodnicy wykonywali trzy 45-sekundowe przejazdy, oceniane przez sędziów. Wynikiem końcowym była ocena za najlepszy z przejazdów.

## Wyniki

### Półfinał
| Miejsce | Grupa | Skaterka          | Reprezentacja     | Przejazdy | Przejazdy | Przejazdy | Uwagi |
| Miejsce | Grupa | Skaterka          | Reprezentacja     | 1         | 2         | 3         | Uwagi |
| ------- | ----- | ----------------- | ----------------- | --------- | --------- | --------- | ----- |
| 1       | 1     | Kokona Hiraki     | Japonia           | 85.04     | 88.07     | 25.34     | Q     |
| 2       | 1     | Bryce Wettstein   | Stany Zjednoczone | 21.76     | 75.22     | 85.65     | Q     |
| 3       | 1     | Hinano Kusaki     | Japonia           | 44.00     | 52.71     | 85.11     | Q     |
| 4       | 3     | Sky Brown         | Wielka Brytania   | 84.75     | 71.55     | 10.66     | Q     |
| 5       | 4     | Heili Sirviö      | Finlandia         | 85.96     | 83.42     | 69.90     | Q     |
| 6       | 3     | Arisa Trew        | Australia         | 72.15     | 82.95     | 64.95     | Q     |
| 7       | 4     | Naia Laso         | Hiszpania         | 29.39     | 82.49     | 29.43     | Q     |
| 8       | 4     | Dora Varella      | Brazylia          | 76.57     | 82.29     | 69.30     | Q     |
| 9       | 2     | Isadora Pacheco   | Brazylia          | 82.07     | 63.66     | 64.48     |       |
| 10      | 1     | Sakura Yosozumi   | Japonia           | 79.70     | 20.04     | 9.33      |       |
| 11      | 4     | Ruby Trew         | Australia         | 77.89     | 61.35     | 70.80     |       |
| 12      | 2     | Raicca Ventura    | Brazylia          | 76.24     | 64.33     | 56.86     |       |
| 13      | 3     | Ruby Lilley       | Stany Zjednoczone | 74.98     | 75.07     | 2.66      |       |
| 14      | 2     | Lilly Stoephasius | Niemcy            | 71.79     | 40.76     | 74.40     |       |
| 15      | 3     | Lola Tambling     | Wielka Brytania   | 73.85     | 53.05     | 19.50     |       |
| 16      | 1     | Émilie Alexandre  | Francja           | 72.13     | 72.94     | 73.48     |       |
| 17      | 1     | Julia Benedetti   | Hiszpania         | 4.33      | 8.50      | 70.27     |       |
| 18      | 2     | Zheng Haohao      | Chiny             | 63.19     | 16.01     | 16.07     |       |
| 19      | 3     | Minna Stess       | Stany Zjednoczone | 20.10     | 54.71     | 54.53     |       |
| 20      | 2     | Fay Ebert         | Kanada            | 18.66     | 30.00     | 51.82     |       |
| 21      | 2     | Nana Taboulet     | Francja           | 7.41      | 29.53     | 42.33     |       |
| 22      | 4     | Aya Asaqas        | Maroko            | 13.68     | 2.00      | 12.80     |       |

### Finał
| Miejsce | Skaterka        | Reprezentacja     | Przejazdy | Przejazdy | Przejazdy |
| Miejsce | Skaterka        | Reprezentacja     | 1         | 2         | 3         |
| ------- | --------------- | ----------------- | --------- | --------- | --------- |
| złoto   | Arisa Trew      | Australia         | 35.53     | 90.11     | 93.18     |
| srebro  | Kokona Hiraki   | Japonia           | 91.98     | 79.79     | 92.63     |
| brąz    | Sky Brown       | Wielka Brytania   | 80.57     | 91.60     | 92.31     |
| 4       | Dora Varella    | Brazylia          | 85.06     | 77.62     | 89.14     |
| 5       | Heili Sirviö    | Finlandia         | 71.40     | 71.56     | 88.89     |
| 6       | Bryce Wettstein | Stany Zjednoczone | 88.12     | 9.66      | 73.26     |
| 7       | Naia Laso       | Hiszpania         | 59.85     | 7.66      | 86.28     |
| 8       | Hinano Kusaki   | Japonia           | 2.66      | 17.86     | 69.76     |